# Fairbanks
Fairbanks ist nach Anchorage die zweitgrößte Stadt im US-Bundesstaat Alaska und die größte Stadt im Hinterland Alaskas. Fairbanks ist Verwaltungssitz des Fairbanks North Star Borough. Mitten durch die Stadt fließt der Chena River, der in der Nähe des Flughafens im Südwesten in den südlich der Stadt fließenden Tanana River mündet. Das U.S. Census Bureau hat bei der Volkszählung 2020 eine Einwohnerzahl von 32.515 ermittelt.

## Geschichte
Die Stadt wurde 1901 von Goldgräbern aus Klondike gegründet und nach Charles W. Fairbanks, Senator aus Indiana, später Vizepräsident unter Theodore Roosevelt, benannt. Fairbanks wurde rasch die zweitgrößte Stadt Alaskas. Fairbanks ist Start- oder Zielpunkt (je nach geradem oder ungeradem Jahr) des Yukon Quest.
Im Zweiten Weltkrieg wurden zwei US-Militärbasen errichtet, von denen eine (Fort Wainwright) auch während des Kalten Krieges wegen der Nähe Alaskas zur Sowjetunion noch für Arbeitsplätze in Fairbanks sorgte.
Zwischen 1975 und 1977 wurde von Fairbanks aus der Bau der Trans-Alaska-Pipeline organisiert.

## Sehenswürdigkeiten
Der Pioneer Park (früher AlaskaLand) ist ein Park mit Museen und Geschäften. Er wurde 1967 im Gedenken an den Alaska Purchase von 1867 eröffnet.
Das Fountainhead Antique Auto Museum stellt ca. 85 alte Automobile aus, davon viele vor 1920 gebaut, vermittelt die Geschichte der Verkehrsentwicklung in Alaska und zeigt historische Mode.

## Wirtschaft und Verkehr
Fairbanks verfügt über einen internationalen Flughafen, den Fairbanks International Airport (IATA-Code FAI), ca. 5 km südwestlich gelegen. Die Distanz zwischen Fairbanks und dem Flughafen von Anchorage beträgt 423,2 Kilometer. In Fairbanks endet auch die Alaska Railroad, die über Anchorage nach Seward führt.
Der asphaltierte George Parks Highway verbindet Fairbanks mit Anchorage, die Distanz beträgt 576,9 Kilometer. Er geht in Fairbanks in den ebenfalls asphaltierten Richardson Highway über, der in Valdez endet. Über den Richardson Highway ist Fairbanks mit dem Alaska Highway (ebenfalls asphaltiert) verbunden. Nördlich von Fairbanks führt der als Schotterpiste ausgeführte Dalton Highway nach Prudhoe Bay; er ist 666 km lang und wurde 1974 erbaut.

## Bildung
Fairbanks ist Sitz der University of Alaska Fairbanks, dem Hauptcampus des University of Alaska System. An der Universität befindet sich der Georgeson Botanical Garden, ein botanischer Garten.

## Städtepartnerschaften
- Aix-les-Bains, Frankreich
- Erdenet, Mongolei
- Fanano, Italien
- Mo i Rana, Norwegen
- Mombetsu, Japan
- Pune, Indien
- Jakutsk, Russland
- Richland, USA
- Yellowknife, Kanada

## Söhne und Töchter der Stadt
- John Butrovich (1910–1997), Politiker
- Mike Stepovich (1919–2014), Politiker, von 1957 bis 1958 Gouverneur des Alaska-Territoriums
- Jack Coghill (1925–2019), Politiker, von 1990 bis 1994 Vizegouverneur des Bundesstaates Alaska
- Dan Sullivan (* 1951), Politiker und von 2009 bis 2015 Bürgermeister von Anchorage
- Bill Walker (* 1951), Politiker und seit 2014 Gouverneur des Bundesstaates Alaska
- John Shoffner (* 1955), Unternehmer, Pilot, Fallschirmspringer, Rennfahrer und Astronaut
- Bonnie-Sue Hitchcock (* 1965), Fischerin, Schriftstellerin
- Vivica Genaux (* 1969), Opernsängerin
- Jarret Thomas (* 1981), Snowboarder
- Kyle Bailey (* 1982), Basketballspieler
- Daryn Colledge (* 1982), American-Football-Spieler
- Chanel Preston (* 1985), Pornodarstellerin und Schauspielerin
- Reese Hanneman (* 1989), Skilangläufer
- Rebecca Rorabaugh (* 1989), Skilangläuferin
- Logan Hanneman (* 1993), Skilangläufer
- Alexander Hall (* 1998), Freestyle-Skier
- Kendall Kramer (* 2002), Skilangläuferin

## Klimatabelle
Die tiefste je gemessene Temperatur in Fairbanks beträgt −54,4 °C. Damit ist sie die siebtkälteste Stadt  der Welt.
|                       | Jan   | Feb   | Mär   | Apr  | Mai  | Jun  | Jul  | Aug  | Sep  | Okt  | Nov   | Dez   |   |       |
| Mittl. Tagesmax. (°C) | −18,7 | −13,8 | −4,6  | 5,0  | 15,2 | 21,2 | 22,4 | 19,1 | 12,7 | 0,0  | −11,7 | −16,8 | ⌀ | 2,6   |
| Mittl. Tagesmin. (°C) | −28,1 | −25,8 | −18,7 | −6,4 | 3,3  | 9,7  | 11,4 | 8,4  | 2,3  | −7,7 | −20,9 | −26,0 | ⌀ | −8,1  |
|                       |       |       |       |      |      |      |      |      |      |      |       |       |   |       |
| Niederschlag (mm)     | 11,9  | 10,2  | 9,4   | 8,1  | 15,5 | 34,8 | 47,5 | 49,8 | 24,1 | 22,9 | 20,3  | 21,6  | Σ | 276,1 |
|                       |       |       |       |      |      |      |      |      |      |      |       |       |   |       |
| Sonnenstunden (h/d)   | 1,8   | 4,0   | 7,3   | 10,2 | 10,4 | 12,0 | 9,1  | 5,8  | 4,1  | 2,8  | 2,3   | 1,1   | ⌀ | 5,9   |
|                       |       |       |       |      |      |      |      |      |      |      |       |       |   |       |
| Regentage (d)         | 3,8   | 2,8   | 3,0   | 2,7  | 3,8  | 7,1  | 8,7  | 8,5  | 5,6  | 6,6  | 6,0   | 5,7   | Σ | 64,3  |
|                       |       |       |       |      |      |      |      |      |      |      |       |       |   |       |
| Luftfeuchtigkeit (%)  | 68    | 67    | 63    | 59   | 53   | 59   | 67   | 73   | 73   | 76   | 74    | 72    | ⌀ | 67    |

| −28,1 |

| −25,8 |

| −18,7 |

| −6,4 |

| 3,3 |

| 9,7 |

| 11,4 |

| 8,4 |

| 2,3 |

| −7,7 |

| −20,9 |

| −26,0 |

| −28,1 |

| −25,8 |

| −18,7 |

| −6,4 |

| 3,3 |

| 9,7 |

| 11,4 |

| 8,4 |

| 2,3 |

| −7,7 |

| −20,9 |

| −26,0 |